# Paracyatholaimus occultus
Paracyatholaimus occultus är en rundmaskart. Paracyatholaimus occultus ingår i släktet Paracyatholaimus, och familjen Cyatholaimidae. Arten är reproducerande i Sverige.